# Spitridate
Spitridate (in greco antico: Σπιθριδάτης?, Spithridàtes; IV secolo a.C. – IV secolo a.C.) è stato un satrapo persiano, satrapo della Lidia e della Ionia sotto Dario III e uno dei comandanti persiani nella battaglia del Granico (334 a.C.) dove, mentre stava per colpire da dietro Alessandro Magno, gli fu tagliato un braccio da Clito il Nero, figlio di Dropide.

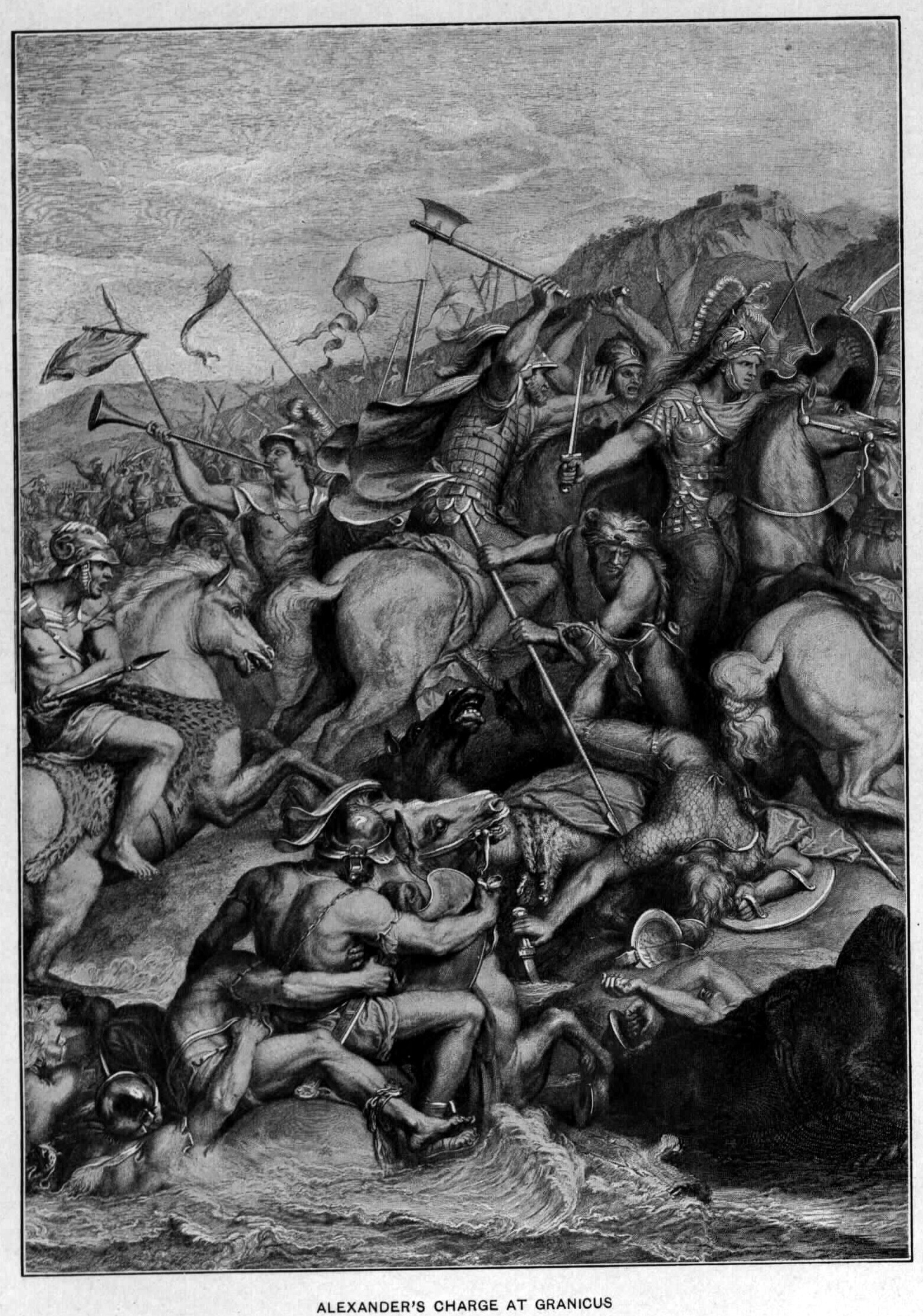
Battaglia del Granico

Diodoro Siculo lo chiama "Spitrobate" e sembra confonderlo con Mitridate, il genero di Dario, che Alessandro uccise di sua mano nella battaglia; invece ciò che Arriano di Spitridate Diodoro Siculo lo riferisce a suo fratello Resace.